# Arctia disconjuncta
Arctia disconjuncta är en fjärilsart som beskrevs av Edward Alfred Cockayne 1949. Arctia disconjuncta ingår i släktet Arctia och familjen björnspinnare. Inga underarter finns listade i Catalogue of Life.